# Mikulik József (ügyvéd)
Mikulik József (Dobsina, 1852. január 24. – Rozsnyó, 1886. január 16.) köz- és váltó-ügyvéd, helyettes közjegyző, levéltáros, történetíró.

## Élete
Mikulik József 1852-ben született Mikulik Simon és Rachel Mária fiaként. Iskoláit szülővárosában kezdte, és sok nélkülözések közt Rozsnyón folytatta, majd Eperjesen végezte be. Ott tanulta a jogot is, és már akkor kezdte irodalmi munkásságát a történelmi szakban. Szülővárosában kezdte az ügyvédkedést, és kapott először alkalmazást mint városi tisztviselő. Polgártársai annyira megszerették, hogy Meskó polgármester halála után, ennek helyére jelölték, és csak egy szavazattal bukott meg a választásnál. Nemsokára azután felhagyott az ügyvédi gyakorlattal, és Markó Sándor rozsnyói közjegyzőnél mint helyettes nyert alkalmazást. E nyugodtabb helyzetben fogott nagyobb mértékben hozzá a hazai történelem forrásainak kutatásához, melyet szép eredménnyel folytatott. Amikor A magyar nemesi élet a XVI. és XVII. században című munkájához gyűjtötte az adatokat, épp e buzgalmának lett áldozata. 1886 januárjának első napjaiban értesült, hogy gróf Andrássy Manó megérkezett betléri kastélyába. Jólészről ipjától, Bretz erdőmestertől a kegyetlen hidegben jókor reggel ment át Betlérre; ekkor meghűlt; amikor visszautazott Rozsnyóra, másnap rosszul lett, és tíz nap múlva meghalt.

## Írásai
Cikkei a Képes Családi Lapokban (1879. Népmondák Dobsina vidékéről); a Pesti Naplóban (1880. 211. sz. Murányvár és környéke); az Erdészeti Lapokban (1882. Egy kis város erdőgazdaságának története 1326-1881. Az erdők tiszta jövedelme és az új erdőtörvény); a Jogtudományi Közlönyben (1882. Bélyeg- és illetékügyünk a vidéken, 1883. Bélyeg és illetékek lexikona, 1884. Az új közjegyzői törvényjavaslat. 1885. Az anyakönyvek); a Századokban (1883. Rozsnyó németajkú város megmagyarosodása a XVII. században, 1886. könyvism.); a Rozsnyói Hiradóban (1884. 15-19. sz. Rozsnyó városa a török igában 1556-1686); a Rozsnyó és Vidékében (1884. 5. sz. Szemelvények egy érdekes codexből: Karaba György levele); a Protestáns Szemlében (1900. A gömöri ágostai hitv. ev. esperesség történetéből, mutatvány monographiájából).

## Munkái
- Dobschau, eine monographische Skizze mit einem Anhang, dei Dobschauer Eishöhle. Mit 6 Illustrationen. Kaschau, 1878. (Okmányfüggelékekkel).
- A bánya és vasipar története Dobsinán. Bpest, 1881.
- Magyar kisvárosi élet 1526-1715. Történeti tanulmány. Irta és kiadta ... Rozsnyó, 1885. (Ism. Rozsnyói Hiradó 39. sz., Századok 1886).
- A gömöri ágostai hitvallású evangélikus esperesség története 1520–1740. Pozsony, 1917. (Közrebocsátotta és a szerző életrajzával ellátta Kovács Sándor.)

Levele Wenzel Gusztávhoz keltezés nélkül (a Magyar Nemzeti Múzeum kézirattárában).